# Вайон, Уильям
Уи́льям Ва́йон (англ. William Wyon; 1795, Бирмингем — 29 октября 1851) — скульптор, художник, главный государственный гравёр Королевского монетного двора Великобритании с 1828 года до самой смерти в 1851 году. Член Королевской Академии художеств (1831). Автор профильного портрета королевы Виктории, использованного для первых почтовых марок мира (1840), гравёр ряда марок Великобритании (1847—1854).

## Биография
Родился в Бирмингеме (Англия) в 1795 году в семье, имеющей близкое родство с известным медальером Томасом Вайоном (1767—1830). Начал карьеру в возрасте 14 лет, когда отдан в учение его отцом, Питером Вайоном (1767—1822). В 1816 году, ещё при короле Георге III, был назначен вторым гравёром Королевского монетного двора, а в 1828 году стал главным гравёром.
В 1831 году был избран в Королевскую Академию художеств. Благодаря своему мастерству и плодовитости творчества, Уильям Вайон хорошо известен среди коллекционеров монет, медалей и почтовых марок.
В 1834 году сделал модель головы принцессы Виктории (1819—1901), которой тогда было 15 лет. Именно это изображение было впоследствии использовано для памятной медали Сити, отчеканенной в 1837 году в ознаменование первого посещения Викторией лондонского Сити после восшествия Виктории на престол. Эта же модель головы была выгравирована на почтовых марках Великобритании 1840—1879 годов, вытиснена на марках 1847—1854 годов и изображена на цельных вещах 1841—1901 годов. Исходное клише для тиснённого выпуска (1847—1854) было выгравировано Вайоном; на марках номиналом в 1 шиллинг и 10 пенсов рядом с номером клише на нижнем поле указаны инициалы «ww» (Уильям Вайон). Влияние сделанного им рисунка также заметно на напечатанных методом рельефной печати марках, впервые вышедших в 1855 году.
Умер 29 октября 1851 года и похоронен на Вест-Норвудском кладбище под простой прямоугольной плитой из йоркширского камня. Славу династии королевских медальеров продолжил сын Уильяма Вайона, Леонард Чарлз Вайон (1826—1891).

## Примеры работ
- Монеты Британской империи
- Британский флорин[6] (пруф, 1848)
- Британский флорин (1849). Аверс (слева) выполнен У. Вайоном

- Почтовые марки Британской империи
- Прототипом для первой в мире марки «Чёрный пенни» (1840) послужил медальон У. Вайона с изображением профиля королевы Виктории
- Уильям Вайон изготовил штамп для другой уникальной марки — «Красный пенни» (1840)
- Марка Канады
(1857, ½ пенни)
- Марка Великобритании (1873, 3 пенса)